# Relient K (album)
Pour le groupe, voir Relient K.
 (janvier 2022).
Si vous disposez d'ouvrages ou d'articles de référence ou si vous connaissez des sites web de qualité traitant du thème abordé ici, merci de compléter l'article en donnant les références utiles à sa vérifiabilité et en les liant à la section « Notes et références ».
Relient K est un album du groupe Relient K, sorti en 2000.

## Liste des titres
| No  | Titre              | Durée |
| --- | ------------------ | ----- |
| 1.  | Hello McFly        |       |
| 2.  | My Girlfriend      |       |
| 3.  | Wake Up Call       |       |
| 4.  | Benediction        |       |
| 5.  | When You're Around |       |
| 6.  | Softer To Me       |       |
| 7.  | Charles In Charge  |       |
| 8.  | Staples            |       |
| 9.  | Anchorage          |       |
| 10. | 17 Magazine        |       |
| 11. | Balloon Ride       |       |
| 12. | Everything Will Be |       |
| 13. | Nancy Drew         |       |
| 14. | K Car              |       |